# William H. Welch
William Henry Welch (8 de abril de 1850 - 30 de abril de 1934) fue un médico, patólogo, bacteriólogo y administrador estadounidense.  Fue uno de los "cuatro grandes" profesores fundadores del Hospital Johns Hopkins. Fue el primer decano de la Escuela de Medicina de Johns Hopkins y también fundó la Escuela de Higiene y Salud Pública Johns Hopkins, la primera escuela de salud pública del país. Welch era más conocido por sus convincentes resúmenes de obras científicas contemporáneas que por sus propias investigaciones. La biblioteca de la Escuela de Medicina de Johns Hopkins fue nombrada en su honor, y en su vida era llamado el "Decano de la medicina estadounidense".

## Biografía
William Henry Welch nació el 8 de abril de 1850 en Norfolk, Connecticut, de una familia con una tradición de médicos y cirujanos. Fue educado en la Academia de Norfolk y el Instituto Winchester. Su padre, un abuelo y cuatro tíos suyos eran médicos. William Henry se matriculó en 1886 en la Universidad Yale, donde estudió el griego y a los clásicos.. Obtuvo su título de bachillerato en 1870 y mientras estudiaba fue miembro de la fraternidad Skull & Bones.
Tras dar clases en un colegio de Norwich, Nueva York, Welch fue a estudiar Medicina a la Escuela de Médicos y Cirujanos de la Universidad Columbia en Manhattan. Recibió su doctorado en Medicina en 1875, y estudió durante dos años en laboratorios alemanes con Julius Cohnheim y Rudolf Virchow, entre otros. Esta experiencia lo impulsó a basar sus planes para una nueva escuela de Medicina en el Instituto de la Historia de la Medicina en la Universidad de Leipzig. Volvió a los Estados Unidos en 1877 y abrió un laboratorio en la Escuela de Medicina Bellevue (ahora una parte de la Escuela de Medicina de la Universidad de Nueva York).

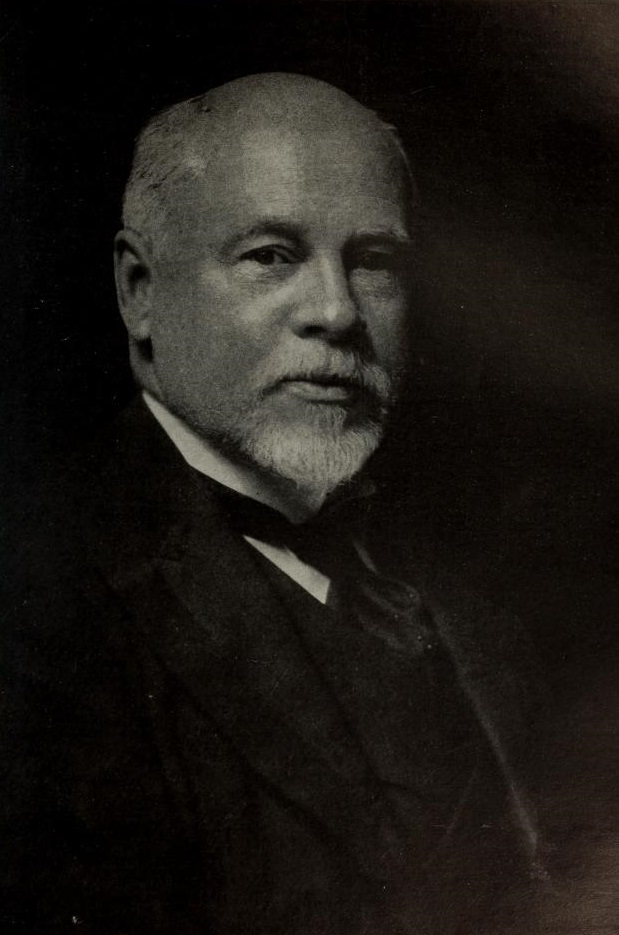
William H. Welch

En 1884, fue el primer médico reclutado para ser profesor en el naciente Hospital Johns Hopkins y Escuela de Medicina de la Universidad Johns Hopkins en Baltimore. Para 1886, 16 médicos graduados trabajaban en su laboratorio en lo que fue el primer programa de posgrado para entrenar a médicos del país. Ayudó a los fideicomisarios a reclutar a los otros tres médicos fundadores del hospital: William Stewart Halsted, William Osler, y Howard Kelly. Cuando el hospital abrió en 1889, Welch fue jefe del Departamento de Patología. En 1893, se convirtió en el primer decano de la Escuela de Medicina de la Universidad Johns Hopkins, y en 1916, estableció y encabezó la Escuela de Higiene y Salud Pública Johns Hopkins, la primera escuela de salud pública del país. Durante este tiempo, desempeñó un papel importante en la creación de una biblioteca de medicina en el hospital en 1929, basada en universidades, bibliotecas, y librerías alemanas. Welch fue el primer editor jefe de la Revista Americana de Epidemiología.

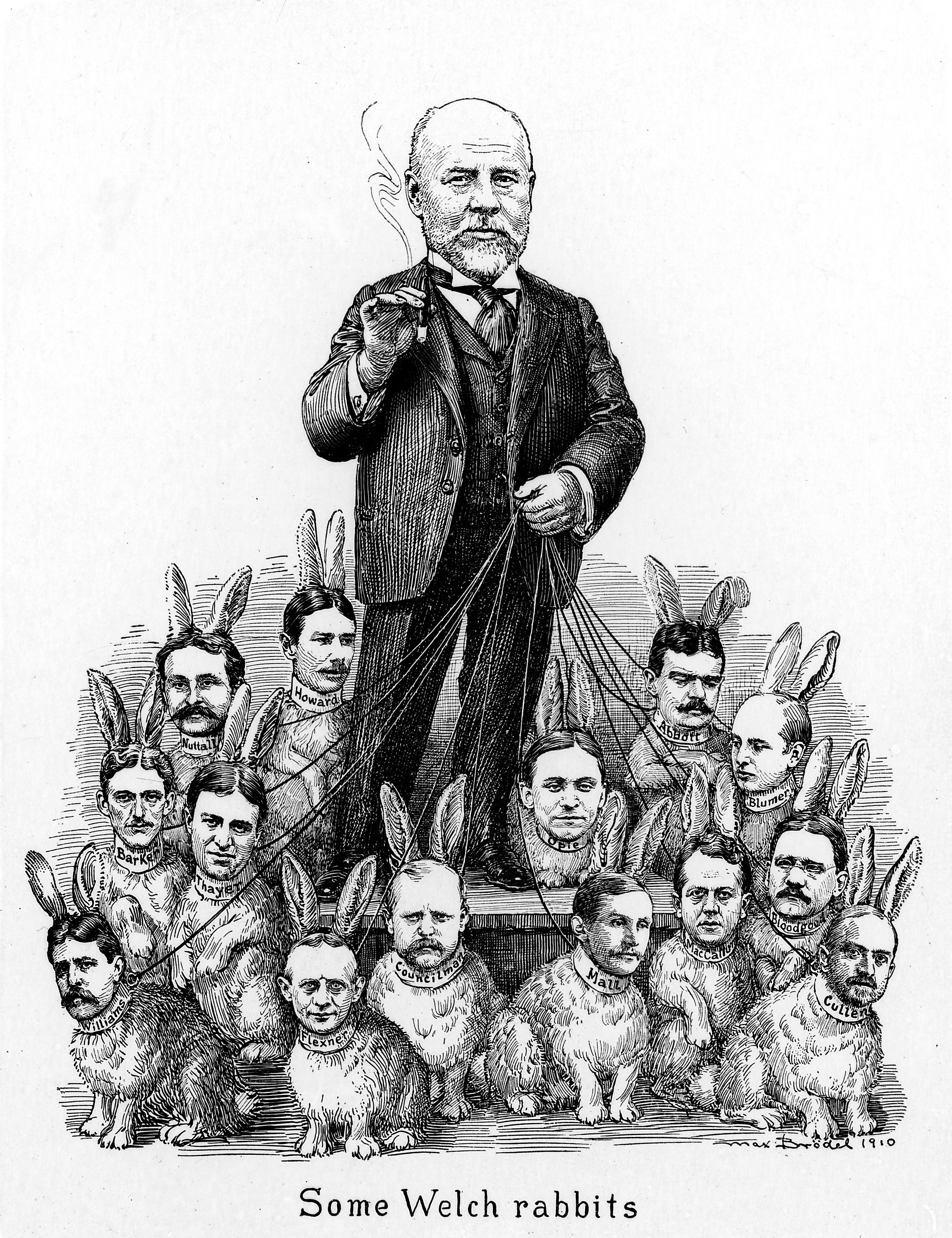
Caricatura de William Welch y sus estudiantes, de Max Brödel, 1910

Los graduados de los programas de Welch eran muy reconocidos como médicos académicos. Muchos de sus estudiantes llegaron a ser médicos muy destacados, incluyendo a Walter Reed, quien descubrió la causa de la fiebre amarilla, Simon Flexner, director fundador del Instituto para Investigaciones Médicas Rockefeller, y George Whipple y Peyton Rous ganadores del Premio Nobel.
Principalmente Welch investigaba la bacteriología, y descubrió el microorganismo que causa mionecrosis, que fue denominado Clostridium welchii en su honor, aunque ahora es conocido como Clostridium perfringens.
Desde 1901 hasta 1933, fue el presidente fundador del Instituto para Investigaciones Médicas Rockefeller. Tuvo un papel influyente en la reforma de la educación médica en los Estados Unidos, y fue presidente de la Academia Nacional de Ciencias en 1913–1917. También presidió la Asociación Médica Estadounidense, la Asociación de Médicos Estadounidenses y la Sociedad de Historia de la Ciencia, el Congreso de Médicos y Cirujanos Estadounidenses, la Sociedad de Bacteriólogos Estadounidenses, y la Junta de Salud de Maryland. Welch, además de fundar y ser editor de la Revista de Medicina Experimental.
Welch sirvió en el Cuerpo Médico del Ejército Estadounidense durante la Primera Guerra Mundial, y permaneció en el Cuerpo de Reserva tres años después, convirtiéndose en general de brigada. Por sus servicios durante la guerra, recibió la Medalla por Servicio Distinguido.
Welch murió el 30 de abril de 1934, a la edad de 84 años, debido a un adenocarcinoma en el mismo hospital que ayudó a fundar, el Hospital Johns Hopkins.